# Debantbach
Der Debantbach ist ein Bach in Osttirol. Er entspringt westlich des Hochschobers und nördlich des Leibnitztörls unterhalb des Debantgrats. Im Talschluss des Debanttals vereinigt sich der Debantbach mit dem Gößnitzbach und fließt anschließend durch das Debanttal und mündet bei Dölsach in die Drau. Der Debantbach überwindet vom Ursprung bis zur Mündung eine Höhe von 1890 Metern und hat eine Gesamtlänge von 22,3 Kilometern. Auf seinem Weg entwässert der Bach ein Einzugsgebiet von 83,67 km² und nimmt über Zuflüsse und deren Nebenflüsse insgesamt 48 Gewässer auf.

## Geografie

### Geologie
Der Debantbach durchfließt fast ausschließlich eine einheitliche Formation aus kristallinen Schiefern. Nur im Mündungsbereich verläuft der Bach durch die von der Drau angelandeten Schotter und Sande.

### Verlauf
Der Debantbach entspringt im Nationalpark Hohe Tauern in einer Höhe von 2540 Metern westlich des Hochschobers und unterhalb des südlichen liegenden Leibnitztörls im Gemeindegebiet von Nußdorf-Debant. Danach fließt er in westlicher Richtung durch eine heterogene und kleinräumig wechselnde Talsohle dem Talschluss des Debanttals zu, wo er sich mit dem Gößnitzbach und weiteren Quellbächen vereinigt. Knapp unterhalb des Talschlusses liegt in einer Höhe von 1974 Metern und am Ende eines Fahrweges die Lienzer Hütte. In der Folge verläuft der Debantbach in südöstlicher Richtung durch das Tal und passiert dabei innerhalb der Nationalparkregion die Hofalm, Gaimberger Alm und die Gaimberger Schäferhütte. Hier wechselt der Bachverlauf immer wieder zwischen kurzen Verebnungen und Steilstufen. Unterhalb der Roracher Alm erreicht der Debantbach schließlich die Grenze zwischen den Gemeinden Nußdorf-Debant sowie Iselsberg-Stronach, die er in der Folge bis kurz vor der Mündung bildet. Unterhalb der Roracher Alm verengt sich schließlich auch das Tal und der Bach durchfließt eine kurze Gefällestrecke bis zur Domaburger Alm. Im Bereich der Unteren Göriacher Alm weitet sich die Sohle jedoch wieder auf und die Abhänge flachen etwas ab. Es folgt ein enges Kerbtal, das mehrmals von kurzen, ebenen Fließstrecken unterbrochen wird. Schließlich verlässt der Debantbach durch die Debantschlucht das gleichnamige Tal und durchfließt den Ortsteil Debant, bevor er das Gemeindegebiet von Dölsach erreicht und in einem weiten Schwemmkegel beim Ortsteil Kapaun in die Drau mündet.

## Geschichte
Der Name Debant wird auf unterschiedliche Weise hergeleitet. Einerseits weist der Name auf eine Herkunft von keltischen Fluss- und Ortsnamen wie Deva oder Debana hin, die vom lateinischen Wort divius (göttlich) hergeleitet werden. Anderseits wird der Name auch manchmal mit dem slawischen (djeva = Mädchen) verbunden.
Der Bachverlauf des Debantbaches am Schwemmkegel im Iseltal zur Zeit Aguntums konnte bisher nicht nachvollzogen werden. Es wird jedoch vermutet, dass dieser einst weiter westlich lag und am Schluchtausgang nach rechts in Richtung Lienz floss. Nachdem Aguntum bereits aufgegeben worden war, wurde das ehemalige Stadtgebiet Aguntums in den letzten Jahrhunderten des ersten Jahrtausends nach Christus mehrmals überschwemmt und unter einer mächtigen Schicht aus Sand, Schotter und Geschiebe begraben. Aus neuzeitlicher Zeit sind am Debantbach vor allem Hochwasserereignisse am Ende des 19. Jahrhunderts überliefert. In den Jahren 1881, 1882, 1885 und 1890 kam es zu großen Hochwasserereignissen und Überflutungen am Schwemmkegel des Debantbaches. Zu den letzten schweren Hochwasserereignissen kam es im September 1965 sowie im August und November 1966. Dabei kam es 1965 fast zu einem Bachausbruch des Debantbaches Richtung Lienz. In der Folge wurde am Schwemmkegel der Hochwasserschutz stark erhöht, sodass ein Bachausbruch auch bei einem 150-jährigen Hochwasser nicht zu erwarten ist.

## Umwelt

### Flora und Fauna
Im Quellbereich oberhalb der Lienzer Hütte herrschen vor allem Zwergstrauchheiden und alpine Rasengesellschaften vor. Unterhalb der Hütte findet man hingegen zur Almwirtschaft genutzte Flächen. Im Wesentlichen wird der Debantbach in der Folge von Nadelwäldern begleitet, wobei in tieferen Lagen Fichten, in höheren Lärchen und Zirben vorherrschen. Kleinräumig tritt im Bereich der Unteren Göriacher Alm auch eine alpine Aulandschaft auf. Die Umlandflächen im Unterlauf des Debantbaches werden hingegen meist intensiv genutzt, nur vereinzelt treten auch Aulandschaften auf (Ausschotterungsbecken Debantbach). Besonders erwähnenswert ist das Vorkommen der hier in den Umlagerungsstrecken wachsenden seltenen Deutschen Tamariske.
Die Fischpassierbarkeit wird von der Drau aus gesehen erstmals durch ein künstliches Absturzbauwerk unterhalb des Kraftwerksgebäudes unterbrochen. Des Weiteren werden diese durch natürliche Bachabstürze und Wasserfälle in der Klamm des Baches verhindert. Fischbeobachtungen gibt es jedoch sowohl im Bereich der Lienzer Hütte, als auch bei Seichenbrunn. Dies dürfte jedoch auf Besatzmaßnahmen bzw. der bei Seichenbrunn vorhandenen Teichanlage zurückzuführen sein.

### Uferzustand und Verbauungsmaßnahmen
Auf Grund seines Verlaufes durch die eingetiefte Schlucht des Debanttales ist der Verlauf des Debantbaches weitgehend unverändert. Dies ist auch der Grund, warum der Bach größtenteils unverbaute Ufer und naturnahe Strecken aufweist. Verbaute Strecken findet man entlang des Debantbaches insbesondere im Unterlauf in den Siedlungsbereichen von Debant und im agrarisch genutzten Mündungsbereich der Talniederung. Hier sind bachbegleitende Uferbegleitsäume nur linienhaft und schmal vorhanden oder fehlen völlig. Zudem wird der Bach von einem teilweise asphaltierten Dammweg begleitet. Im Ausschotterungsbereich hat sich jedoch durch einen abgerückten Damm eine vielfältige Aulandschaft erhalten, in dem der Fluss auch starke Verzweigungen aufweist.

### Gewässergüte
Eine eigene Untersuchung für den Debantbach liegt nicht vor, jedoch kann davon ausgegangen werden, dass der Debantbach nur eine sehr geringe Gewässerbelastung aufweist. Oberhalb des Wirtshauses zur Säge (unteres Debanttal) kommt es zu keiner Einleitung von Fäkalwässern mehr, für das Schmutzwasser der Lienzer Hütte wurde eine biologische Hauskläranlage errichtet.

## Wirtschaft
Energiewirtschaftlich wird der Debantbach im Unterlauf mehrmals genutzt. Die Kraftwerksstufen Debant I und II werden dabei von der TIWAG betrieben, die unterhalb liegende Wasserkraftanlage von der Firma Klocker. Bei den erwähnten Kraftwerken liegt dabei die entnommene Wassermenge bei 30 % bis 40 %. Insgesamt belaufen sich die vorhandenen Restwasserstrecken auf 17 % der Gesamtlänge.